# I-46 (tàu ngầm Nhật)
I-46 là một tàu ngầm tuần dương thuộc lớp Type C2 được Hải quân Đế quốc Nhật Bản chế tạo vào giai đoạn cuối Chiến tranh Thế giới thứ hai. Nhập biên chế năm 1944, nó tham gia hoạt động trong các trận Leyte và trận Hải chiến vịnh Leyte trước khi bị mất tích tại khu vực biển Philippine vào tháng 10, 1944.

## Thiết kế và chế tạo

### Thiết kế
Tàu ngầm Type C được thiết kế dựa trên phân lớp KD6 của lớp Kaidai dẫn trước, nhưng trang bị vũ khí ngư lôi mạnh hơn để tấn công tầm xa. Chúng có trọng lượng choán nước 2.595 tấn (2.554 tấn Anh) khi nổi và 3.618 tấn (3.561 tấn Anh) khi lặn, lườn tàu có chiều dài 109,3 m (358 ft 7 in), mạn tàu rộng 9,1 m (29 ft 10 in) và mớn nước sâu 5,3 m (17 ft 5 in). Con tàu có thể lặn sâu đến 100 m (328 ft).
Tàu ngầm Type C được trang bị hai động cơ diesel công suất 6.200 mã lực phanh (4.623 kW), mỗi chiếc vận hành một trục chân vịt. Khi lặn, mỗi trục được vận hành bởi một động cơ điện công suất 1.000 mã lực (746 kW). Khi di chuyển trên mặt nước nó đạt tốc độ tối đa 23,6 hải lý trên giờ (43,7 km/h; 27,2 mph) và 8 hải lý trên giờ (15 km/h; 9,2 mph) khi lặn dưới nước, tầm xa hoạt động của Type C là 14.000 hải lý (26.000 km; 16.000 mi) ở tốc độ 16 hải lý trên giờ (30 km/h; 18 mph), và có thể lặn xa 60 nmi (110 km; 69 mi) ở tốc độ 3 hải lý trên giờ (5,6 km/h; 3,5 mph).
Các con tàu có tám ống phóng ngư lôi 53,3 cm (21,0 in), tất cả được bố trí trước mũi, và mang theo tổng cộng 20 quả ngư lôi. Vũ khí trên boong tàu bao gồm khẩu hải pháo 14 cm (5,5 in), cùng hai pháo phòng không 25 mm Type 96 nòng đơn hoặc nòng đôi. Các bộ gá trên boong tàu phía sau tháp chỉ huy cho phép nó vận chuyển và phóng một tàu ngầm bỏ túi Type A (Kō-hyōteki).

### Chế tạo
Được đặt hàng trong Chương trình Maru Kyū năm 1941, I-46 được đặt lườn như là chiếc Tàu ngầm số 376 tại Xưởng vũ khí Hải quân Sasebo ở Sasebo vào ngày 21 tháng 11, 1942. Nó được đổi tên thành I-46 vào ngày 25 tháng 5, 1943 trước khi được hạ thủy vào ngày 3 tháng 6, 1943. Con tàu hoàn tất và nhập biên chế vào ngày 29 tháng 2, 1944, dưới quyền chỉ huy của Thiếu tá Hải quân Yamaguchi Kozaburo.

## Lịch sử hoạt động
Sau khi nhập biên chế, I-46 được phối thuộc cùng Quân khu Hải quân Yokosuka và được phân về Hải đội Tàu ngầm 11 cho hoạt động chạy thử máy và huấn luyện. Trong một chuyến đi huấn luyện trong biển nội địa Seto vào ngày 2 tháng 4, 1944, nó mắc tai nạn va chạm ngầm dưới nước với tàu ngầm Ro-46 lúc 21 giờ 45 phút, bị hư hại tháp chỉ huy và kính tiềm vọng. Sau khi được sửa chữa, I-46 đi đến Xưởng vũ khí Hải quân Sasebo vào ngày 7 tháng 5 để tiếp tục được sửa chữa. I-46 được điều về Đội tàu ngầm 15 trực thuộc Đệ Lục hạm đội từ ngày 30 tháng 5.

### Hải chiến vịnh Leyte
Đô đốc Toyoda Soemu, Tổng tư lệnh Hạm đội Liên hợp, Đô đốc Toyoda ra lệnh tiến hành Chiến dịch Shō-Gō 1 vào ngày 13 tháng 10 để phòng thủ quần đảo Philippine, ngăn ngừa một cuộc tấn công của lực lượng Đồng Minh. I-46 xuất phát từ Kure, Hiroshima cho chuyến tuần tra đầu tiên trong chiến tranh và tham gia Chiến dịch Shō-Gō 1, đi đến khu vực tuần tra được chỉ định cách 120 nmi (220 km) về phía Đông đảo Leyte, Philippines trong thành phần Đội "B". Khu vực tuần tra của nó ở phía cực Tây của nhóm tàu ngầm, kề cận khu vực tuần tra của chiếc I-53.
Trận Leyte bắt đầu với việc lực lượng Đồng Minh đổ bộ lên đảo Leyte vào ngày 20 tháng 10, và cuộc phản công của Hải quân Nhật Bản đã đưa đến trận Hải chiến vịnh Leyte từ ngày 23 đến ngày 26 tháng 10. Vào ngày 24 tháng 10, Bộ tư lệnh Đệ Lục hạm đội ra lệnh cho 11 tàu ngầm dưới quyền, bao gồm I-46, tập trung về một khu vực trải dài từ Samar cho đến eo biển Surigao. Đang khi I-46 hoạt động về phía Đông đảo Leyte trong ngày 25 tháng 10, một máy bay tuần tra đối phương xuất hiện đã buộc chiếc tàu ngầm phải lặn khẩn cấp để né tránh lúc 06 giờ 45 phút. Một tàu khu trục đối phương tiếp tục truy lùng chiếc tàu ngầm trong suốt 11 giờ tiếp theo, khi I-46 nghe thấy hơn 200 tiếng nổ của mìn sâu.
Đến ngày 26 tháng 10, I-46 gửi một báo cáo cho biết nó phát hiện một đoàn tàu vận tải Đồng Minh nhỏ trong khu vực tuần tra của nó; sau đó chiếc tàu ngầm hoàn toàn mất tích. Khi Bộ tư lệnh Đệ Lục hạm đội ra lệnh cho I-46 chuyển đến một khu vực tuần tra mới về phía Đông Leyte vào ngày 27 tháng 10, chiếc tàu ngầm đã không hồi đáp.

### Bị mất
Hoàn cảnh cụ thể khiến I-46 bị mất vẫn còn là một bí ẩn. Lúc 12 giờ 18 phút ngày 28 tháng 10, ở vị trí về phía Đông đảo Leyte, các tàu khu trục USS Gridley và USS Helm phát hiện một tàu ngầm đối phương tìm cách xâm nhập qua hàng rào bảo vệ của Đội đặc nhiệm 38.4 Hải quân Hoa Kỳ, vốn bao gồm các tàu sân bay USS Enterprise, USS Franklin, USS Belleau Wood và USS San Jacinto. Trong khi các tàu sân bay đổi hướng ở tốc độ cao để né tránh, Gridley tung ra ba lượt mìn sâu tấn công chiếc tàu ngầm, và Helm bốn lượt. Sau lượt tấn công cuối cùng của Helm lúc 14 giờ 11 phút, nghe thấy một tiếng nổ lớn ngầm dưới nước và kèm theo vai vụ nổ nhỏ khác. Dầu và bọt khí bắt đầu trồi lên mặt nước, và sau đó là nhiều mảnh vỡ của sàn tàu và mảnh xác người, xác nhận một tàu ngầm đã bị đánh chìm tại tọa độ 10°58′B 127°13′Đ / 10,967°B 127,217°Đ.
Vào cả hai ngày 30 tháng 10 và 1 tháng 11, 1944, các tàu ngầm I-26, I-46 và I-54 đã không gửi báo cáo tình huống hàng ngày lúc 19 giờ 00 như quy định. Đến ngày 2 tháng 12, Hải quân Nhật Bản công bố I-46 có thể đã bị mất về phía Đông Philippines với tổn thất toàn bộ 112 thành viên thủy thủ đoàn trên tàu. Tên nó được cho rút khỏi đăng bạ hải quân vào ngày 10 tháng 3, 1945.
Định danh chính xác chiếc tàu ngầm bị Gridley và Helm đánh chìm vẫn còn là một bí ẩn. Có giả thuyết cho rằng tàu hộ tống khu trục USS Lawrence C. Taylor đã đánh chìm I-46 trong biển Philippine về phía Đông đảo Samar vào ngày 18 tháng 11, 1944, nhưng có thể Lawrence C. Taylor đã đánh chìm tàu ngầm I-41. Một số sử gia cho rằng I-46 bị các tàu khu trục USS Saufley, USS Waller, USS Pringle và USS Renshaw (DD-499) đánh chìm tại khu vực vịnh Ormoc vào ngày 28 tháng 11, nhưng đến lúc đó I-46 đã mất liên lạc gần một tháng, và mục tiêu bị đánh chìm có thể là tàu ngầm Lục quân Yu 2.